# Ocnogyna
Ocnogyna este un gen de insecte lepidoptere din familia Arctiidae.

## Specii[1]
- Ocnogyna advena
- Ocnogyna afghanicola
- Ocnogyna albescens
- Ocnogyna albifascia
- Ocnogyna albobrunnescens
- Ocnogyna algirica
- Ocnogyna anatolica
- Ocnogyna andresi
- Ocnogyna arenosa
- Ocnogyna armena
- Ocnogyna atlanticum
- Ocnogyna aurantiaca
- Ocnogyna banghaasi
- Ocnogyna berthina
- Ocnogyna berytta
- Ocnogyna boeticum
- Ocnogyna chinensis
- Ocnogyna clathrata
- Ocnogyna corsicum
- Ocnogyna cypriata
- Ocnogyna denegrata
- Ocnogyna flavescens
- Ocnogyna fusceipuncta
- Ocnogyna gandolphei
- Ocnogyna herrichi
- Ocnogyna houlberti
- Ocnogyna huguenini
- Ocnogyna immaculata
- Ocnogyna intermedia
- Ocnogyna jelski
- Ocnogyna latreillii
- Ocnogyna leprieuri
- Ocnogyna lianea
- Ocnogyna loewii
- Ocnogyna lusitanica
- Ocnogyna maculata
- Ocnogyna masseuroi
- Ocnogyna mauretanica
- Ocnogyna mauritanicum
- Ocnogyna mellierei
- Ocnogyna meridionalis
- Ocnogyna morisca
- Ocnogyna mutabilis
- Ocnogyna mutata
- Ocnogyna nogelli
- Ocnogyna nordstroemi
- Ocnogyna oberthuri
- Ocnogyna obscurior
- Ocnogyna ochracea
- Ocnogyna pallida
- Ocnogyna pallidior
- Ocnogyna paradalina
- Ocnogyna parasita
- Ocnogyna pierreti
- Ocnogyna prieta
- Ocnogyna primula
- Ocnogyna pudens
- Ocnogyna ramburi
- Ocnogyna rherricki
- Ocnogyna rosacea
- Ocnogyna rosea
- Ocnogyna rothschildi
- Ocnogyna sardoa
- Ocnogyna solitaria
- Ocnogyna sordida
- Ocnogyna vaillantini
- Ocnogyna vallantini